# Prince Pierce
Prince Pierce (1946) es un botánico estadounidense, y explorador y recolector en EE. UU., México, Canadá. Se especializa en cactáceas.

## Algunas publicaciones
- edward f. Castetter, prince Pierce, karl h. Schwerin. 1975. A Reassessment of Genus Escobaria. Cactus & Succulent J. 47 ( 2): 60–70

- -------------------------, . 1951.

## Honores

### Eponimia
- (Fabaceae) Astragalus castetteri Barneby[3]
- La abreviatura «P.Pierce» se emplea para indicar a Prince Pierce como autoridad en la descripción y clasificación científica de los vegetales.[4]